# 朱道南
朱道南（1546年—？），字統文，雲南臨安衛（今建水縣）人，祖籍直隸廬州府合肥縣，明朝政治人物、進士出身。

## 生平
萬曆元年（1573年）癸酉科雲南鄉試第一名，萬曆二年聯捷第三甲第一百五十九名進士。官至祥符县知縣。

## 家族
曾祖父朱鑰；祖父朱傑；父朱子皐。母楚氏；繼母曾氏。重庆下。